# Rivolta batava
(Giuseppe Flavio, La guerra giudaica, VII, 4.2.75-76.)
La rivolta batava ebbe luogo nella provincia romana della Germania inferiore tra il 69 e il 70. I ribelli batavi, guidati da Gaio Giulio Civile, riuscirono a distruggere quattro Legioni, infliggendo sconfitte umilianti all'esercito romano, ma dovettero poi arrendersi al generale Quinto Petilio Ceriale. Dopo la stipula della pace la situazione tornò normale, ma i Romani mantennero una Legione stabilmente in zona.

## Contesto storico

### L'anno dei quattro imperatori
La rivolta batava si materializzò nell'anno dei quattro imperatori, durante il quale vi fu un susseguirsi di pretendenti al trono imperiale, poiché questa popolazione germanica ritenne fosse un'opportunità particolarmente favorevole il fatto che ci fosse tanta discordia tra i Romani.

### Le forze di ausiliari batavi

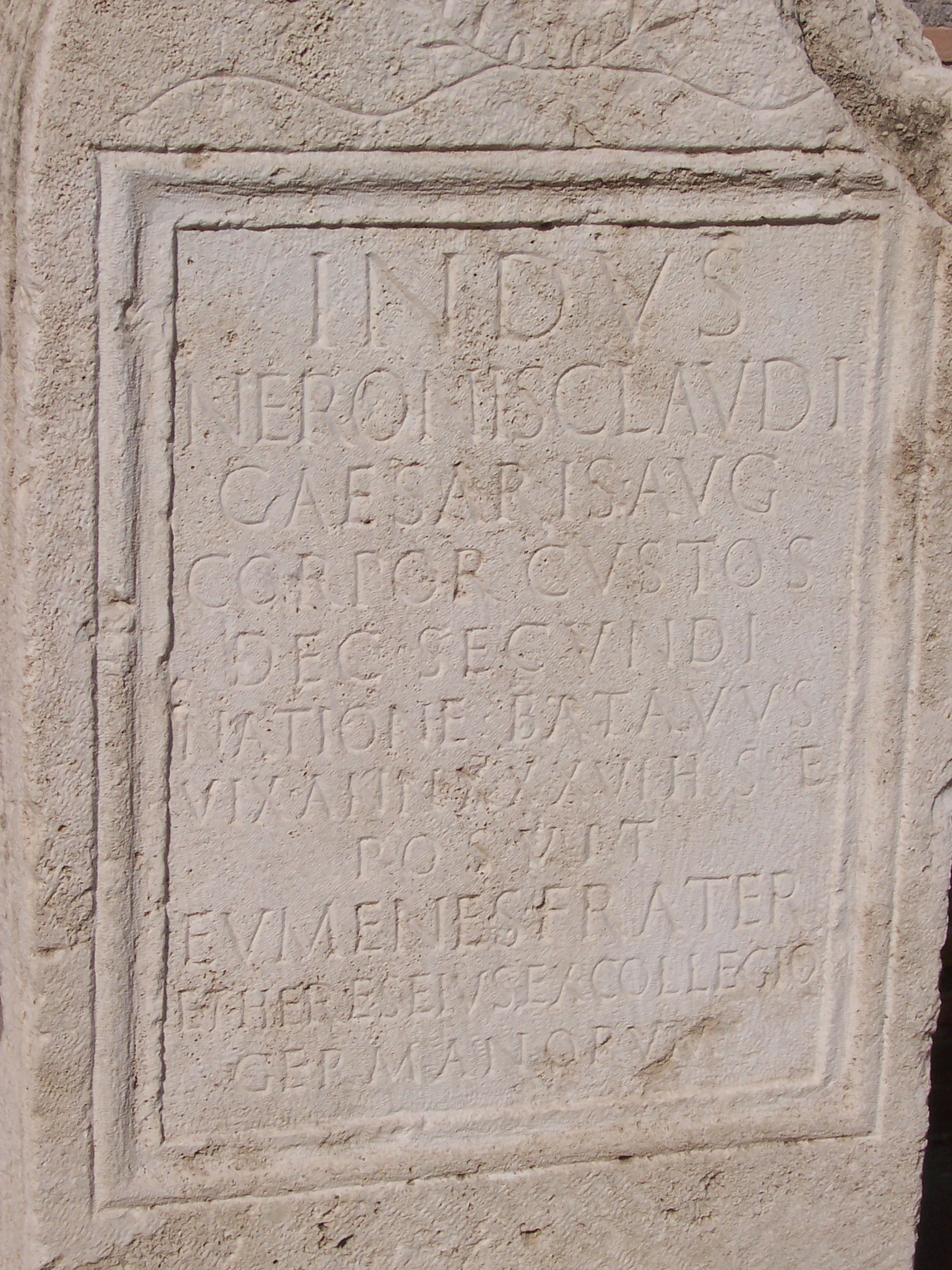
Stele funeraria di un Corporis Custos batavo di Nerone

I Batavi erano una popolazione germanica, che abitava la regione oggi denominata Gheldria (nei Paesi Bassi), nei pressi del delta del fiume Reno (Rhenus bicornis), conosciuto anche come Insula Batavorum ("Isola dei Batavi", poiché circondata dai rami del Reno), parte della provincia romana della Germania inferiore. Un tempo sottomessi ai Catti, migrarono in quel territorio. Stato cliente di Roma, erano una popolazione abile nella guerra, sia come cavalieri, sia come marinai e nuotatori.
Avendo ottenuto il privilegio di essere esentati dal tributum romani (tassa diretta sulla terra, richiesta normalmente ai peregrini), essi furono costretti a fornire all'Impero romano uno sproporzionato numero di unità di truppe ausiliarie (tanto che Tacito dice che sono impiegati nell'esercito "come fossero frecce o armi", velut tela atque arma), durante la dinastia giulio-claudia: un'Ala di cavalleria e cohortes equitatae. Diverse coorti erano state impiegate da Gaio Svetonio Paolino nel 61, sotto Nerone, nella spedizione contro i Britanni e avevano servito con Agricola (quattro in tutto) contro Calgaco, combattendo la battaglia del Monte Graupio.
I Batavi avevano inoltre fornito la maggior parte della guardia personale di Augusto (Germani corpore custodes), che prestò servizio fino almeno al 68 d.C. Una formazione scelta di cavalleria di Batavi era stanziata nel territorio all'epoca della rivolta ed era in grado di passare il fiume con cavalli e armamento senza alcun impedimento.

## Forze in campo
Romani
Legioni distrutte a Castra Vetera dai rivoltosi e non ricostituite: V Alaudae e XV Primigenia. Legioni di guardia a Mogontiacum e poi ricostituite sotto altri nomi: IIII Macedonica, divenuta IIII Flavia Felix e XVI Gallica (divenuta XVI Flavia Firma). Altre legioni coinvolte: I Germanica, fusa con la VII di Galba per diventare la VII Gemina; VIII Augusta; XI Claudia; XIII Gemina; XXI Rapax; II Adiutrix; I Adiutrix; VI Victrix.
Batavi
Gli auxilia dei Batavi ammontavano a circa 5 000 armati, implicando che durante l'intero periodo Giulio-Claudio, circa il 50% di tutti i maschi dei Batavi che veniva arruolato (dai 16 anni) potrebbe essere stato impiegato nelle unità ausiliarie. E benché i Batavi costituissero solo lo 0.05% della popolazione totale dell'Impero romano (stimata in 70 milioni circa, nel 23 d.C.) costituivano il 4% circa dell'intera forza ausiliaria. Essi erano considerati dai Romani come una forza validissima (fortissimi, validissimi) tra i loro auxilia. Prestavano servizio tra gli auxilia romani sia con unità di cavalleria, sia di fanteria, utilizzando perfette tecniche per attraversare a nuoto fiumi, indossando armature e armi pesanti.

## La rivolta

### La crescente ostilità di Civile e dei batavi
Gaio Giulio Civile (letteralmente: "Giulio il cittadino", chiaramente un nome latino adottato dopo aver ottenuto la cittadinanza romana, non il suo nome nativo) era un principe ereditario dei Batavi e prefetto di una Coorte ausiliaria. Aveva servito per 25 anni nell'Esercito romano, ottenendo la cittadinanza come veterano; si era distinto per il servizio in Britannia, dove le otto coorti dei Batavi avevano contribuito alla guerra in maniera egregia durante i primi anni della conquista dell'isola a partire dal 43.
Dopo che le coorti dei Batavi furono ritirate dalla Britannia e trasferite in Italia nel 66, Civile e suo fratello (altro prefetto di coorte) furono arrestati dal governatore della Germania inferiore con l'accusa di sedizione. Il governatore ordinò l'esecuzione del fratello, mentre Civile, che come cittadino romano aveva il diritto di appellarsi all'Imperatore, fu inviato a Roma in catene per essere giudicato da Nerone. Fu però rilasciato dal successore, Galba, il quale però sciolse i Germani corpores custodes, composti principalmente da Batavi, con il pretesto di un suo appoggio nei confronti di Gneo Dolabella, i cui giardini erano attigui al loro accampamento senza nessuna gratifica per la loro costante fedeltà ai Cesari. Anche sotto Vitellio, Civile aveva rischiato la condanna, essendo stato accusato dall'esercito, ma era stato risparmiato. Da questi fatti derivava, secondo Tacito, il profondo malanimo di Civile e la volontà di rivalsa contro i romani.
Nello stesso tempo, le relazioni tra le coorti dei Batavi e la legione (la XIV Gemina) a cui erano sottoposte ormai da 25 anni (dall'invasione della Britannia), peggiorarono notevolmente, degenerando in aperto conflitto almeno in due occasioni. Contemporaneamente l'Impero romano fu coinvolto in una nuova guerra civile (esattamente un secolo dopo la battaglia di Azio). Il governatore della Germania inferiore, ordinò quindi di arruolare più truppe possibili, costringendo i Batavi a fornire un numero di uomini superiore a quanto era stato in passato stabilito nei trattati. La brutalità, la corruzione dei centurioni romani nell'eseguire gli ordini (compresi alcuni episodi di violenze sessuali su giovani uomini), portarono ad un profondo malcontento da parte dei Batavi, fino a indurli a meditare la ribellione.
Civile progettò così di tradire i romani. Allo scopo di non trovarsi esposto ad ostilità da più parti nel caso si fosse apertamente distaccato dal popolo romano, finse inizialmente lealtà a Vespasiano e al suo partito, mostrandosi condiscendente verso Antonio Primo, ma nel contempo ricevendo raccomandazioni da Ordeonio Flacco, legato consolare nella Germania superiore, sulla possibilità di inscenare turbolenze nella provincia della Germania inferiore, trattenendo ivi le proprie forze, onde mettere a mal partito Vitellio.

### Civile rompe gli indugi
(Tacito, Historiae, IV, 15)

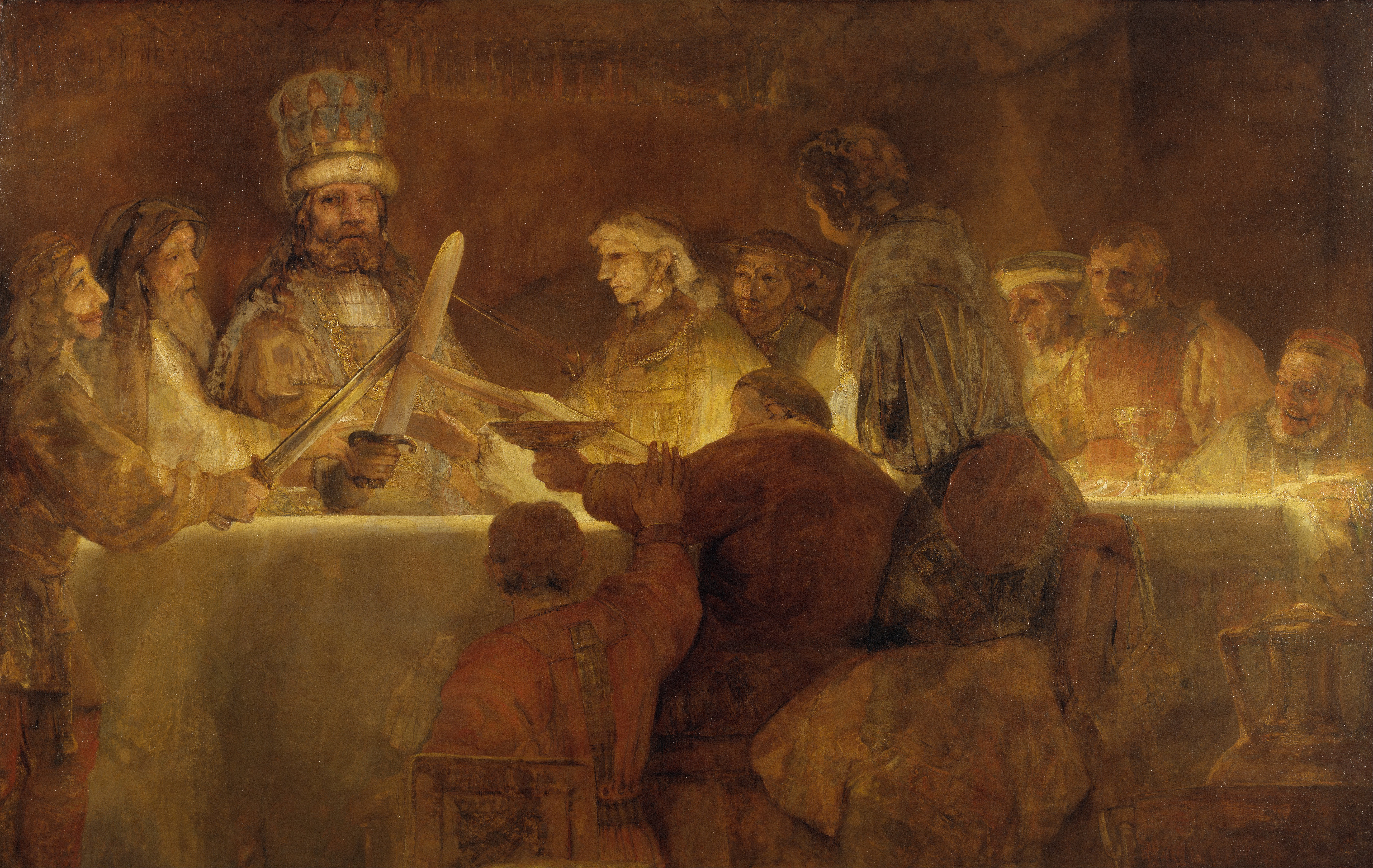
Congiura di Giulio Civile, Rembrandt, 1661.
Civile, orbo da un occhio, in abiti cerimoniali, presta giuramento. Racconta Tacito:

Dopo le cautele iniziali, il popolo decide di eleggerlo a capo della sollevazione. Convocati in un bosco tutti i maggiorenti della nazione, tiene un banchetto ufficiale, dal momento che era usanza presso i popoli germanici discutere delle questioni di interesse collettivo durante tali cerimonie. Prosegue Tacito:
(Tacito, Historiae, IV, 14)
Non v'era più ragione a quel punto di rimanere schiavi di un popolo ormai allo sbando, che non dava a mostrare nemmeno l'ombra di un governatore in una provincia abbandonata a prefetti e centurioni. Per di più "i loro accampamenti erano ormai solo presidiati da vecchi e ricchi bottino". Schieratosi così inizialmente dalla parte di Vespasiano, l'allora governatore della Siria, rotti dunque gli indugi, inizia a chiamare a sé le vicine genti barbariche invitandole a prendere parte alla rivolta: manda messi ai Canninefati, suborna gli ausiliari di Britannia.
La rivolta si trasformò in una lotta per l'indipendenza. Civile approfittò del fatto che alcune legioni erano assenti dal limes renano a causa della guerra civile, e quelle presenti erano sotto-dimensionate. In aggiunta, i comandanti romani e i loro subalterni erano divisi nell'essere fedeli all'uno o all'altro imperatore.

### La guerra

#### I primi successi di Civile

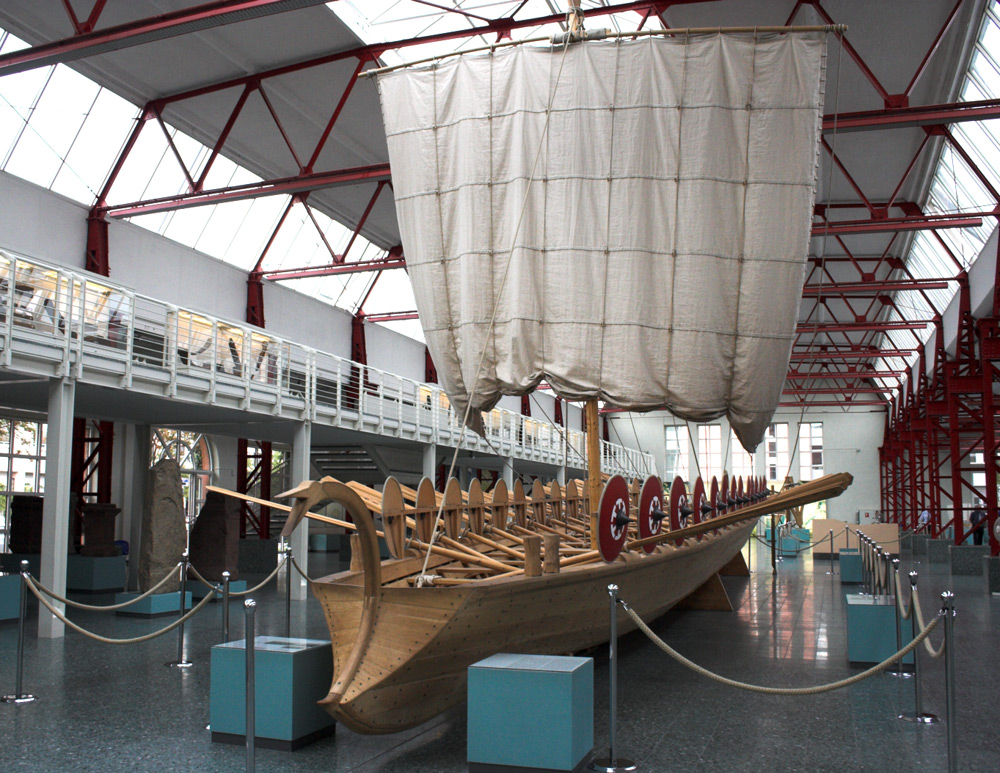
Ricostruzione di una nave fluviale classificata come Mainz Tipo A della classis germanica (Museum für Antike Schifffahrt, Magonza, Germania), che all'epoca aveva per la maggior parte equipaggio batavo; poteva ospitare fino a 32 rematori (16 per lato) ed era dotata di scudi che proteggevano dai proiettili.

Messaggeri terrorizzati portavano la notizia al legato Ordeonio Flacco che i campi romani nella terra dei Batavi erano stati distrutti, le Coorti erano state spazzate via e il potere di Roma era apertamente rinnegato. In breve la rivolta si era propagata all'intera regione: un certo Brinnone era stato elevato a re dei Canninefati e, tratti a sé i Frisi, aveva massacrato due coorti romane adiacenti al mare. Il seme della ribellione aveva raggiunto subito le schiere ausiliarie germaniche e anche la flotta presente sul Reno. I ribelli quindi, raccolti in formazione a cuneo, si dettero ad assaltare le 24 navi romane rimaste esposte dopo l'incendio dei posti fortificati. Le azioni dei romani furono ostacolate dal fatto che una coorte di Tungri passò con tutte le insegne a Civile e gli stessi ausiliari batavi della ciurma intralciavano le mansioni dei marinai e dei difensori. La Classis Germanica (flotta militare sul Reno), largamente composta da truppe dei Batavi, cadde del tutto sotto il controllo di Civile.
Dopo questo successo, Civile puntò ad allargare ancora il coinvolgimento delle popolazioni vicine, inviando messi ai Germani e richiedendo solidarietà alle Gallie. Scrive infatti Tacito che l'intento di Civile era di "accaparrarsi il dominio di quelle ricchissime e fortissime regioni":
(Tacito, Historiae IV, 17)
 Procedette quindi a rispedire presso le rispettive popolazioni i prefetti delle coorti ausiliarie catturati, mettendo i prigionieri di fronte all'alternativa se partirsene o rimanere a sostenere la rivolta.

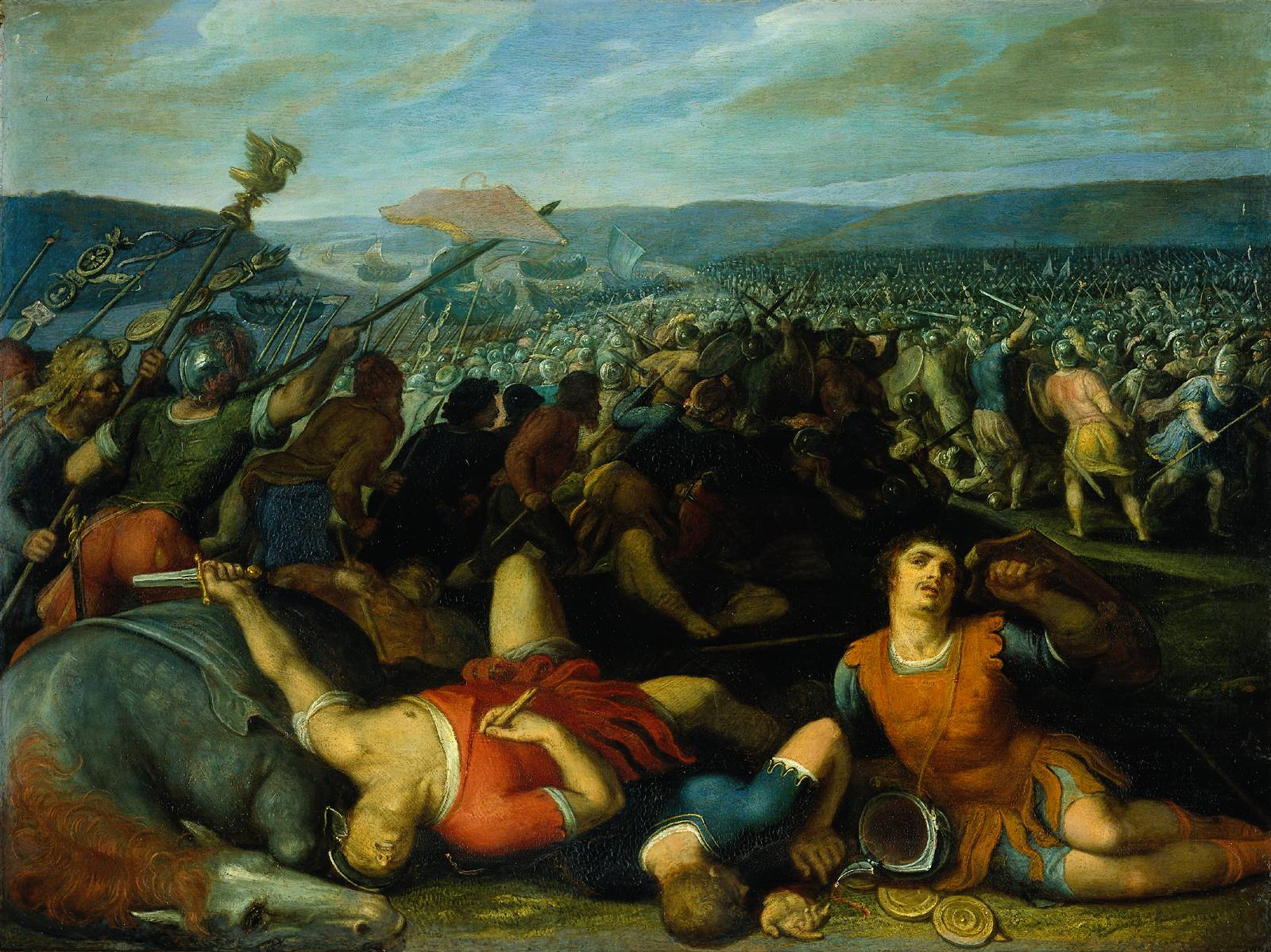
I Batavi sconfiggono i Romani sul Reno, Otto van Veen (1556-1629)

A quel punto Ordeonio Flacco impartì al legato Munio Luperco di uscire incontro a Civile con le sue due legioni, la V Gallica e la XV Primigenia, avendo ausiliari degli Ubii e dei Treviri a dar man forte. I batavi però, messe alle spalle dei combattenti le famiglie come era loro costume e incoraggiati dallo sfoggio delle insegne delle coorti catturate, riuscirono a vincerle grazie anche alla defezione improvvisa di un'Ala di cavalleria dei Batavi e allo sbando degli alleati Treviri e Ubii. Gli avanzi delle legioni sconfitte messe in fuga riuscirono a chiudersi dentro il campo fortificato di Vetera.
Diverse coorti di Batavi e Canninefati, che stazionavano a Mogontiacum insieme alla legione XIV Gemina, raggiunte dai messi di Civile mentre si dirigevano a Roma su comando di Vitellio, chiedendo a Flacco concessioni tracotanti per avere un pretesto alla rivolta, si ammutinarono e unirono a lui, riuscendo a sconfiggere e disperdere a Bonna la legio I Germanica di Erennio Gallo, sostenuto da coorti di Tungri e Nervii, che tentava di impedire loro di tornare nei loro territori d'origine. In quell'occasione si rivelarono gravi le mancanze di Flacco, titubante e restio allo scontro, incapace di concertare una manovra d'insieme con la legione di Gallo, che finì per affrontare da solo i ribelli.
E così Civile si trovò a comandare almeno 12 unità (pari a circa 6 000 armati) di truppe ausiliarie ben addestrate ed equipaggiate, oltre ad un numero imprecisato di leve provenienti dalla tribù originaria dei Batavi, e numerosi armati delle vicine tribù germaniche che, nel frattempo, si erano unite alla causa. Numerose altre unità ausiliarie, di origine germanica o gallica, inviate contro Civile, disertarono, tanto da coinvolgere la rivolta al resto della Gallia Belgica, compresi i Tungri, i Lingoni e i Treviri.

#### Divisioni intestine e ulteriori rovesci dei romani

Divisione dell'Impero romano durante l'anno dei quattro imperatori. In grigio le regioni fedeli a Vitellio, in blu quelle a Vespasiano.

Flacco intanto affidò a Gaio Dillio Vocula, comandante della legio XXII, dei legionari scelti tratti dalla IV Macedonica (stanziata a Mogontiacum) e gli intimò di avanzare sulla riva del Reno. Egli stesso l'avrebbe sostenuto, pur con gli acciacchi della gotta, al comando della flotta lungo il fiume. Intanto tra le truppe serpeggiava il sospetto contro lo stesso Ordeonio Flacco: l'esercito lo accusava di aver fatto uscire da Magonza le coorti batave (quando invece l'ordine era venuto da Vitellio), di aver peccato di lentezza, trascurando le mene di Civile. Tacito, immedesimandosi nelle legioni, rivolge un'intemerata a Flacco:
(Tacito, Historiae, XXIV)
Raggiunti i quartieri di Bonna, dove aveva sede la I legione, i soldati di stanza continuavano a riversare addosso a Ordeonio le responsabilità della recente sconfitta ad opera delle coorti batave (quella della I Germanica). Da Bonna poi l'esercito fu trasferito presso Colonia Agrippinensis, dove accorrevano rinforzi dalle Gallie, mentre nelle regioni circostanti era un montare di sollevazioni ai danni dei romani e il malanimo dei soldati non veniva a spegnersi. Così le legioni, operando un cambio al vertice, scelsero un nuovo comandante nella persona di Dillio Vocula, cui Ordeonio Flacco, messo in ombra, trasferì il comando supremo.
Vocula, dopo essersi riunito con la XVI Gallica a Novaesium, decise immediatamente di risollevare l'animo dei soldati, ormai seriamente compromesso, iniziando una campagna di ritorsione contro i Cugerni, incuneati tra gli Ubi e i Batavi, che avevano stretto un patto con Civile, forte dell'apporto di un totale di quattro legioni (la XXII Primigenia, la IV Macedonica, la I Germanica e la XVI Gallica). In qualità di coadiutore di Vocula, Erennio Gallo, scampato precedentemente al disastro della I legione, rimaneva a Gelduba. Le divisioni in seno all'esercito però non si attenuavano: la cattura di una nave da parte dei ribelli, la sconfitta di una corte di rincalzo inviata da Gallo e l'accusa rivolta dagli sconfitti, nonché dallo stesso Gallo, che responsabile dell'ennesimo disastro fosse l'odiato Ordeonio tendente a Vespasiano (inviso invece alla truppa), costrinse a intervenire Vocula per evitare una ribellione.

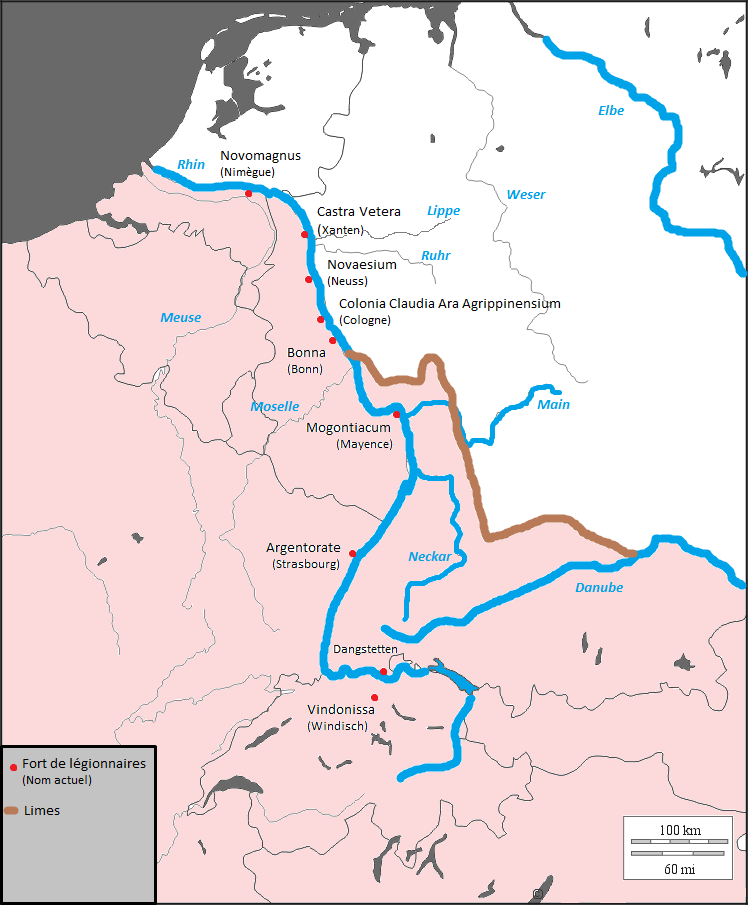
Maggiori accampamenti del limes renano. Quelli della Germania inferiore principalmente interessati dalla rivolta (contesi tra romani e batavi) furono, da nord a sud, Castra Vetera, Asciburgium, Gelduba, Novesium e Bonna.

Intanto però Civile ingrandiva il suo esercito e il seguito della rivolta, saccheggiando e riducendo in soggezione le terre degli Ubii (più renitenti alla sollevazione e più romanizzati) e dei Treviri; nel contempo cercava di far insorgere Menapii e Morini.
Il 24 ottobre del 69 nella seconda battaglia di Bedriaco Vespasiano prevaleva definitivamente su Vitellio. Alla notizia, giunta per bocca di Antonio Primo (l'uccisore di Vitellio), i legionari e gli ausiliari apparvero divisi: i primi nicchiavano, apparendo ancora favorevoli a Vitellio, i secondi invece schierandosi senz'altro col partito flaviano. Sotto le pressioni di Flacco tutti si piegarono, sebbene obtorto collo, al giuramento di fedeltà a Vespasiano. A Gelduba, dove restava l'esercito, si provvide ad apprestare un'ambasceria guidata da Alpinio Montano per andare a riferire a Civile che smettesse di combattere e arrestasse la rivolta. La risposta di Civile fu un discorso di incitamento ulteriore alla ribellione del suo popolo:
(Tacito, Historiae, IV, 32)
Civile, trattenuta una parte di truppe, decise di mandare ad affrontare Vocula le forze dei germani e le coorti esperte, guidate da Giulio Massimo e Claudio Vittore. Catturati i quartieri invernali della cavalleria ausiliaria presso Asciburgium, presero alla sprovvista il grosso dei romani presso Gelduba. Le coorti ausiliarie dei Nervi, subito sbaragliate, si diedero a ripiegare, mentre le forze legionarie, ammassate presso il vallo, venivano colpite inesorabilmente e le insegne finivano in mano nemica. L'intervento improvviso e inaspettato per i romani delle coorti di Vasconi (fatte arruolare da Galba) in avvicinamento al campo, rovesciò però le sorti della battaglia: assaltati alle spalle, i batavi intimoriti vennero sgominati con la gran parte della loro fanteria. La loro cavalleria riusciva però ad evadere indenne con le insegne e i prigionieri.
Concluso questo scontro senza esito, e avuto termine con esito fausto il tentativo di forzare l'assedio sotto le mura di Vetera (Civile infatti, allentando la presa sulla città, interruppe per breve tempo l'assedio), Vocula, irrobustito dall'aggiunta di truppe scelte provenienti dalla V (Gallica) e dalla XV legione (Primigenia), si ritirò a Gelduba e di qui a Novaesium. Civile, che era riuscito a intercettare delle coorti inviate a Novaesium per incettare grano (dal momento che il fiume era in mano ai batavi), dopo che queste erano arretrate su Gelduba, occupò questo forte. L'arrivo delle truppe in aggiunta a Novesio rese gli animi più arditi. I soldati della I, della IV e della XXII legione avanzarono infatti con insistenza la richiesta di donativo, avuta notizia dell'invio di denaro da Vitellio, sennonché Ordeonio la soddisfò, ma in nome di Vespasiano, che aveva da poco prevalso sul rivale. Questo fatto fu l'evento definitivo di rottura con le truppe le quali, largamente tendenti al partito vitelliano, mosse da antico risentimento contro Flacco, colpevole a loro giudizio di gravi mancanze per tutto il durare della rivolta, fomentano una violenta insurrezione e, nottetempo, strappato Ordeonio dal letto, lo ammazzarono sul posto. Vocula, invece, vicino a quella sorte, la scampò riuscendo a fuggire dall'accampamento con un travestimento.
Civile intanto riscuoteva sempre più successo tra le popolazioni non solo galliche, che gettavano le armi al suo approssimarsi, ma anche dei Treviri, mentre tra i romani non si placava la discordia tra la truppa e quadri dell'esercito, nonché tra le stesse legioni, dal momento che quelle della Germania superiore (la IV e la XXII) rifiutavano di unire la propria causa a quella delle truppe settentrionali (assediate a Vetera o messe a mal partito e incalzate dai Batavi a Gelduba e nel territorio circostante). Dopo l'uccisione di Ordeonio però i soldati responsabili (della I, della IV e della XXII) ritornarono sui propri passi e, complice anche il naufragio delle forze vitelliane a causa della recente morte di Vitellio, proposero al fuggiasco Vocula di fare giuramento di fedeltà a Vespasiano e conferirgli il comando supremo.

#### Le manovre di Classico e l'"impero della Gallia"
Morto Vitellio, Civile abbandonava ogni infingimento (fintanto che fosse sopravvissuto il rivale di Vespasiano poteva simulare fedeltà a quest'ultimo) e metteva in atto il progetto di insurrezione definitiva della Gallia. Il momento appariva a Civile proficuo: lacerata dalla recente guerra civile, Roma si trovava ad affrontare la penetrazione di Sarmati e Daci in Mesia e Pannonia, un duro conflitto imperversava in Giudea (assedio di Gerusalemme), mentre il Campidoglio, negli scontri tra vitelliani e flaviani era andato distrutto appresso al tempio di Giove, e pareva plausibile financo l'eventualità di una prossima fine dell'impero. Scrive infatti Tacito:
(Tacito, Historiae, IV, 54)
Oltretutto, i senatori gallici, ai quali Claudio aveva aperto l'ingresso in Senato, inviati da Otone a incitare i connazionali a sollevarsi contro Vitellio, si diceva si fossero stretti in accordo per tradire l'impero nel caso che fosse proseguita un'ininterrotta catena di violenze che potesse guastare alle stesse libertà delle genti galliche.
Dopo la morte di Ordeonio Flacco, ex-comandante in capo dell'esercito romano del Reno deposto dai propri soldati perché favorevole a Vespasiano, Giulio Classico, prefetto di un reparto di cavalleria dei Treviri e nobile di stirpe, meditando un proprio piano di potere, iniziò a scambiare messaggeri con Civile, sebbene ancora al comando dell'ala ausiliaria nell'esercito romano, comandato da Vocula.
La congiura per sovvertire il potere romano in Gallia e costituire un Imperium Galliarum indipendente (che non va confuso con l'Impero delle Gallie creato da Postumo nel III secolo), orchestrata da Classico, fu organizzata assieme al treviro Giulio Tutore e al lingone Giulio Sabino. Il piano fu elaborato in una casa di Colonia Agrippina, assieme ad alcuni maggiorenti Ubi e Tungri: si sarebbero dovuti bloccare i presidi alpini, corrompere le legioni, ucciderne i legati e infine far scattare l'insurrezione generale.

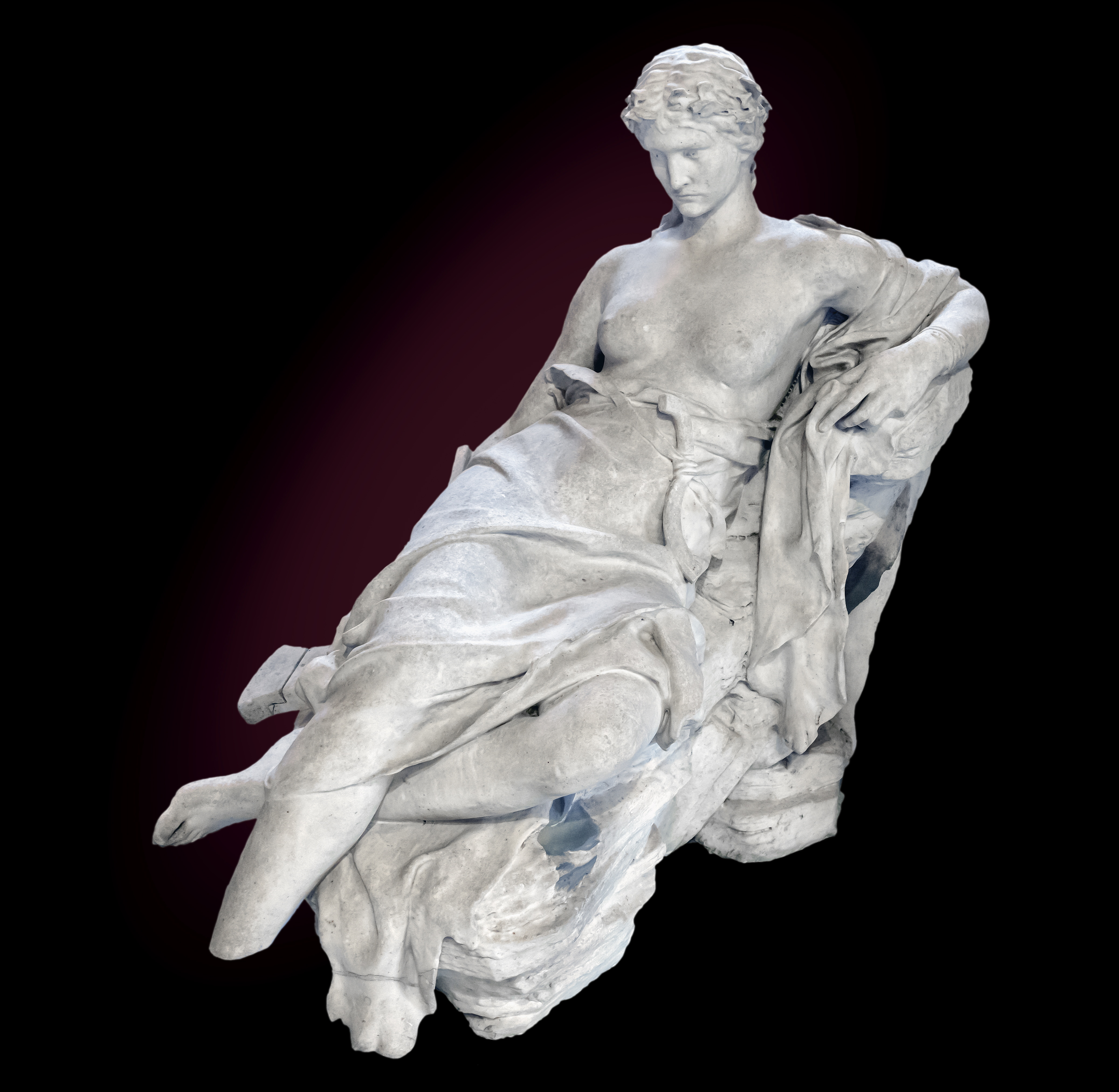
La sacerdotessa Velleda, scultura di Laurent-Honoré Marqueste. Velleda aveva predetto, prim'ancora dei successi di Civile, il buon esito (che fu però solo iniziale) della rivolta.

I capi dei Treviri e dei Lingoni simulavano lealtà a Vocula, al fine di spingerlo a operare contro Civile, mentre meditavano di tradirlo al momento propizio. Vocula si fece trarre così in inganno e si fece piegare da Classico alla promessa di muoversi per attaccare Civile, che in quel momento stava assediando due legioni romane a Castra Vetera. Quando furono nei pressi della città assediata, Classico e Tutore, essendo avanzati col pretesto di esplorare, contattarono Civile e i suoi impegnati nell'assedio di Vetera e ratificarono l'alleanza (pacta firmavere), decidendo di porre un campo separatamente dal resto dell'esercito romano. Vocula, dopo aver tentato di convincere Classico minacciandolo delle conseguenze cui andava incontro (prendendo ad esempio ciò che era successo a Sacroviro e Vindice), subodorando l'inganno, si ritirò verso Novaesium.
Vocula, scartata l'idea della fuga, rimase sul campo e tenne un infervorato discorso alle truppe della I e della XVI legione. Conscio ormai dell'inclinazione generale delle truppe all'adesione alla rivolta, tuttavia, meditò nella sua tenda se suicidarsi o aspettare l'assassinio per mano dei suoi stessi uomini. Classico a quel punto per affrettare la fine del comandante, spedì un disertore, un certo Emilio Longino, al campo romano per prenderne il posto. Longino, assassinato Vocula e ridotti in catene i legati Erennio e Numisio (della I e della XVI legione), ricevette il mantello di porpora e i fasci, simboli del potere legatizio, e pronunciò il giuramento tradizionale delle legioni, consacrando l'esercito alla causa dell'Impero delle Gallie. Lo stesso fece fare Tutore per tutti i presidi esistenti lungo la riva superiore del Reno. Ora veniva il turno delle legioni di Vetera, le sole ancora a resistere alle richieste di resa di Civile. I quartieri invernali delle coorti, della cavalleria e delle legioni della provincia vennero, quindi, rasi al suolo o dati alle fiamme, tranne quelli di Magonza e Vindonissa, che soli avevano prestato fedeltà all'impero delle Gallie.
Civile intanto, dopo la strage delle legioni arresesi a Vetera ad opera di bande impazzite di Germani, ripulitosi della "sua chioma fluente e rossiccia" che aveva fatto crescere dall'inizio delle ostilità, decise di non aderire al progetto dell'impero Gallico di Classico, anzi essendo pronto a scontrarsi con questi sicuro della propria superiorità. Mandò inoltre il legato Mucio Luperco, comandante delle legioni sconfitte e poi asserragliatesi a Vetera, in cattività presso di lui, dalla pitonessa Velleda, giovane donna della tribù dei Brutteri nota per le capacità profetiche e per aver predetto a Civile il suo successo, ma durante il tragitto Luperco fu ucciso.

##### Civile e Classico consolidano il potere
La XVI legione, dopo aver fatto scempio dei simboli della legione e delle insegne imperiali e aver accaparrato quanto ci fosse di prezioso, venne così trasferita da Novaesium a Augusta Treverorum. Scrive Tacito:
(Tacito, Historiae, IV, 62)
La XVI quindi si ricongiunse con la I Germanica stanziata a Bonna. Unica a scegliere di non seguire Santo è la cavalleria picentina, la quale se ne partì per Magonza e, incontrato sulla strada l'assassino di Vocula, Longino, rivolse contro di lui le armi.

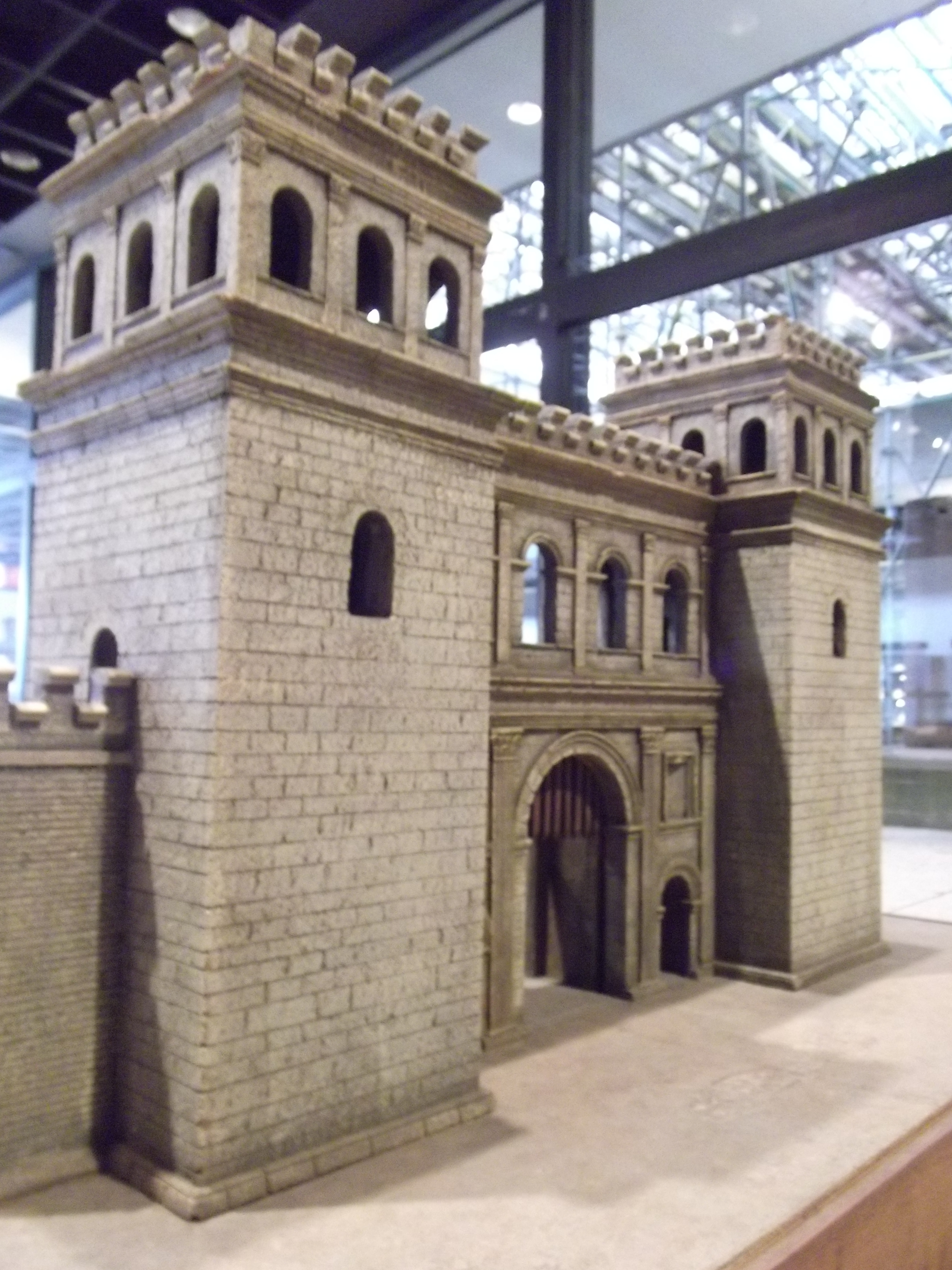
Ricostruzione della porta Nord di Colonia Claudia Ara Agrippinensium, Römisch-Germanisches Museum, Colonia.

Incerto era il destino di Colonia Agrippina. Civile e Classico erano indecisi se consentirne il saccheggio e la distruzione (la città era odiata dalle genti di oltre Reno per la sua floridezza), oppure renderla comune a tutti i Germani. I Tencteri, a mezzo di un'ambasceria, compiacendosi per il loro "ritorno nel corpo e nel nome della nazione germanica", avanzarono richieste all'assemblea di Colonia (questa era composta di cittadini optimo iure), richiedendo la distruzione delle mura, l'uccisione dei romani presenti in città e l'esproprio dei loro beni. Gli Agrippinesi replicarono che avrebbero preferito mantenere le mura, e che il massacro dei romani avrebbe finito per coinvolgere loro stessi (gran parte di loro era infatti in parentela stretta con romani), tale era il livello di romanizzazione raggiunto nella colonia. Quest'ultima, accolte le sue guarentigie dai Batavi, accettò l'alleanza, e a rendere più sacro l'accordo raggiunto tra Civile e la Colonia Agrippina viene resa arbitro della sanzione la sacerdotessa Velleda.
Civile continuava nell'attrarre a sé le vicine popolazioni; sottomessi i Sunici e organizzate le loro forze in coorti, dovette affrontare la ribellione di un certo Claudio Labeone, a capo di una banda raccogliticcia di Betasi, Tungri e Nervii, sconfitto grazie al passaggio dalla sua parte dei due capi Tungri (Campano e Giovenale), che gli consegnarono l'intera loro gente. Lo stesso fecero poi Betasi e Nervii, inquadrati nel suo esercito.
Nel frattempo, anche un altro capo gallo, Giulio Sabino, si ribellò all'impero dopo aver aderito inizialmente alla rivolta batava. La sua sedizione fu dettata non solo dalla sua vanità, ma anche dalla pretesa di essere un discendente di Gaio Giulio Cesare per parte di sua nonna. Si fece infatti salutare come Cesare, e iniziò una guerra contro i Sequani, che però lo sconfissero. I Remi, a quel punto, valutata la tenuta dell'alleanza a seguito della vittoria dei Sequani, convocarono nel proprio paese una grande assemblea della genti galliche.

#### La risposta romana
A Roma le notizie allarmanti che giungevano, davano motivo di angoscia al console Gaio Licinio Muciano, il quale era incerto se partire egli stesso e lasciare il potere al giovane Domiziano, figlio più piccolo di Vespasiano, oppure consegnare il comando delle legioni a Petilio Ceriale o Annio Gallo, generale otoniano, sui quali aveva tuttavia dubbi sulle effettive capacità militari.
Si andarono allestendo ad ogni buon conto le manovre per la risposta romana con il richiamo delle legioni da varie parti dell'impero: quelle vittoriose, come l'VIII, l'XI, la XIII, la XXI vitelliana, tra le recentemente arruolate venne scelta la II; tutte queste vennero fatte muovere verso le Alpi Pennine e Cozie e il monte Graio (dove è il Piccolo San Bernardo); dalla Britannia venne fatta rientrare la XIV, la VI e la I dalla Spagna. La notizia del richiamo delle legioni giunse in pochi giorni ai ribelli che si trovavano radunati nella terra dei Remi per una grande assemblea, dove un capo ribelle treviro esaltato di nome Giulio Valentino, infervorava gli animi aizzando contro i romani. Dall'altra parte Giulio Auspice, per contrappeso, teneva a freno gli animi e consigliava di avviare trattative coi romani. Rimaneva peraltro irrisolta la questione di quale personalità dovesse far carico della conduzione della guerra.
Lo schieramento ribelle appariva oltretutto impreparato a questo punto che la guerra si faceva estremamente gravosa. Oltre l'assenza di una leadership (Civile era alle prese con Claudio Labeone e non si curava granché dei preparativi, mentre altrettanto disinteressato appariva Classico), non v'era una strategia di opposizione alle legioni, né si era provveduto a bloccare i valichi alpini o proteggere con presidi la riva superiore della Germania.
La riconquista di Magonza
I tempi erano ormai stretti ed i ribelli batavi e galli si fecero cogliere impreparati. La XXII legione infatti in breve tempo riuscì a muoversi da Vindonissa, mentre le forze ausiliarie di Sestilio Felice fecero irruzione attraverso la Retia. A questi si aggiunsero gli Equites singulares Augusti di Giulio Brigantico, figlio di una sorella di Civile. Tutore, assistito dalle forze dei Treviri e contando sulla fedeltà delle legioni di Mogontiacum, in un primo tempo era riuscito a rafforzare le file con l'apporto di Vangioni, Ceracati e Triboci: queste truppe, tuttavia, quando si fecero incontro ai romani tornarono nei ranghi romani assieme ai legionari.
Tutore così, abbandonata Magonza, si ritirò di gran carriera a Bingium, passando la Nava e tagliando il ponte sul fiume. La presenza di un guado e la sua scoperta da parte della coorte di Sestilio gli fu fatale: presi di sorpresa i Treviri furono massacrati. La plebe gallica in urto coi capi, che cercarono rifugio presso popolazioni rimaste fedeli a Roma, iniziò a disperdersi nelle campagne. Le due legioni (la I e la XVI) che erano state trasferite a Novesio dopo l'adesione alla rivolta fecero immediatamente giuramento di fedeltà a Vespasiano, dopodiché si ritirarono presso i Mediomatrici per sfuggire all'ira di un furibondo Valentino, capo treviro, che assieme a Tutore riuscì per il rotto della cuffia a far rientrare il suo popolo nell'alleanza, mettendo a morte per ritorsione i legati delle due legioni romane che erano stati fatti prigionieri(Numisio ed Erennio).
Presa della colonia di Treviri

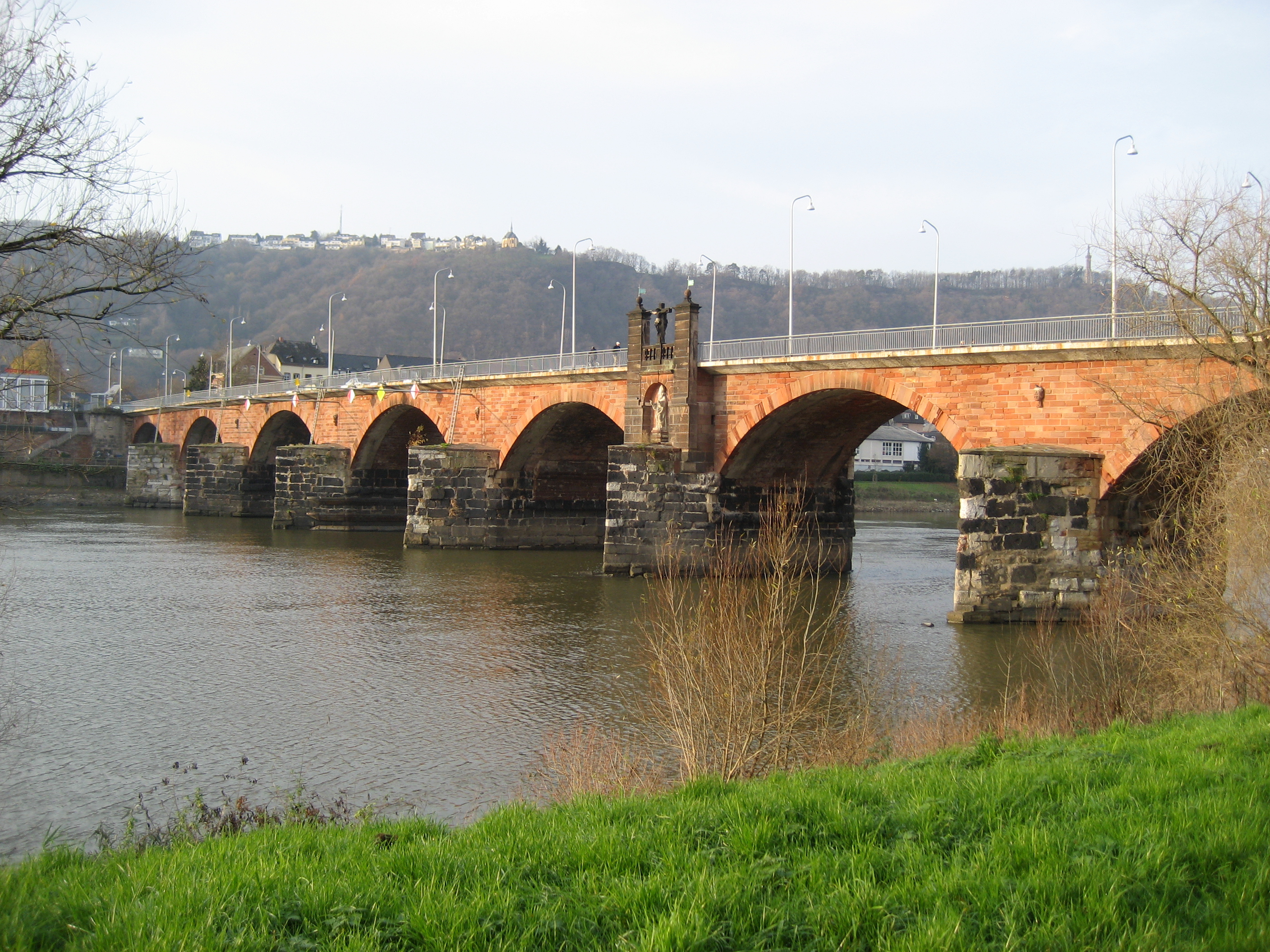
Ponte romano di Treviri (II secolo).

A questo punto si fece vivo Ceriale, il quale fece ingresso a Magonza. Subito apprestò i preparativi, infervorando gli animi e deciso a cogliere l'occasione della debolezza del nemico. Diede l'ordine di rispedire alle rispettive terre le truppe ausiliarie galliche (ritenute ormai completamente inaffidabili), dichiarando di poter fare affidamento unicamente sulle legioni, decisione che peraltro mise in buona luce l'autorità romana presso gli stessi galli, che preferivano versare tributi in denaro, piuttosto che di sangue dei figli.
Civile e Classico, turbatissimi dalla rapidità dell'azione romana, mettevano in guardia Valentino dall'accettare battaglia in campo aperto. Mentre intanto le legioni rifugiatesi presso i Mediomatrici venivano comandate di avanzare, Ceriale in tre giorni a tappe forzate, con nove ore di marcia al giorno, giunse a Rigodulo presso i Treviri, dove si era asserragliato Valentino con trincee e baluardi. Qui diede ordine alla fanteria e alla cavalleria di avanzare sul colle: dopo qualche rallentamento dovuto ai lanci della cavalleria, al primo cozzare col nemico, i Treviri e i Lingoni si dispersero rovinosamente, venendone catturati in gran numero, compreso lo stesso Valentino.
Presa la colonia di Treviri, si moltiplicarono le richieste di mettere a ferro e fuoco la città e massacrarne la popolazione:
(Tacito, Historiae, IV, 72)
Ceriale tuttavia represse la rabbia delle legioni e fu obbedito. D'altronde la vista delle legioni di ritorno dai Mediomatrici servì a riportare le truppe all'ordine:
(Tacito, Historiae, IV, 72)
Ceriale raccolse le legioni in unico campo per favorirne l'affiatamento e appianare i sentimenti di superiorità delle legioni vincitrici su quelle insubordinate, dando ordine che nessuno tra i primi si permettesse di rinfacciare alcunché ai compagni riscattatisi dall'onta del tradimento. Dopodiché rivolse un discorso pieno di orgoglio romano a Treviri e Lingoni, rinfacciandogli il sostegno fornito ai loro avi ai tempi dell'invasione di Ariovisto, e come fossero stati gli stessi capi galli a richiamare i romani nei loro territori per difenderli dai soprusi dei germani, ricordandogli inoltre come in più di un caso essi stessi avessero il comando di legioni e i medesimi nativi fossero al comando delle loro e di altre province.

#### Assedio diCastra Vetera

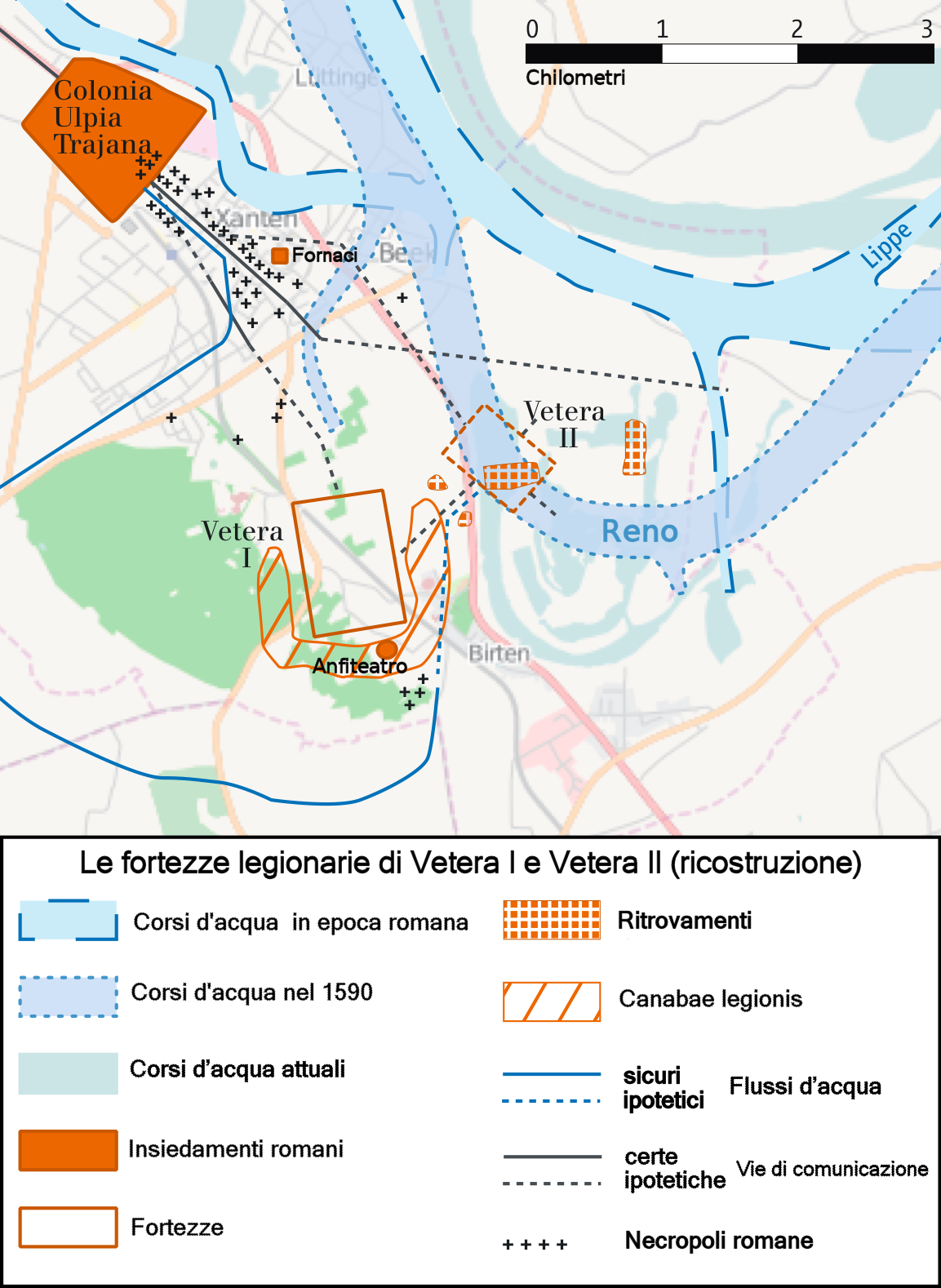
I due castra legionari di Vetera (in basso) con relative canabae e la vicina colonia (in alto a sinistra), oggi Xanten.

I resti delle legioni V e XV battute a Bonna, trinceratesi dentro Castra Vetera, procedettero a smentellare immediatamente il grosso delle costruzioni erette nel periodo di pace al di fuori del campo per evitare che finissero in mano ai ribelli; fu dato fondo alle riserve di denaro e si fece incetta di risorse consentendo il saccheggio alle truppe. Non si trasportò tuttavia il sufficiente quantitativo di viveri. Civile intanto mobilitò la cavalleria e fece muovere la flotta. Scrive Tacito:
(Tacito, Historiae, IV, 21)
Rifiutata dalle legioni la richiesta di giuramento di fedeltà avanzata da Civile, Batavi e Transrenani, desiderosi di mettersi in gioco, iniziarono a provocare battaglia col lancio di dardi e proietti. Dopodiché, verificata l'inutilità di quei lanci, si gettarono "con vociare assordante e di furia", alcuni a mezzo di scale, contro le mura del castrum. I romani però riuscirono a respingerne molti, e si opponevano col lancio di giavellotti e col cozzare degli scudi. I barbari ricorsero anche all'uso, per loro inconsueto, di macchine, grazie all'assistenza loro fornita dai tecnici disertori. I batavi riuscirono ad erigere una torre d'assedio disposta su più piani, il più alto occupato dai combattenti, il più basso vicino alle mura munito di una testa d'ariete. Le baliste romane demolirono però la torre, mentre contro i batavi che si difendevano con graticci e vinee furono scagliati dardi incendiari. Fallito l'assalto, Civile decise di arrestare l'attacco e di prendere per fame gli assediati.
Ai Batavi veniva assegnata la cura delle opere campali, mentre ai Transrenani si prescriveva di tentare di rompere la tenuta del vallo. Per vincere l'abilità nel duello dei romani, Civile escogitò l'espediente di far combattere gli eserciti nell'ombra, di notte, spegnendo tutti i fuochi, così da vanificare il vantaggio tattico degli assediati:
(Tacito, Historiae, IV, 29)
L'assedio però non si sarebbe vinto senza il ricorso alle macchine d'assedio edificate con le competenze tecniche degli ausiliari batavi. Una grossa torre a due piani fu sospinta in prossimità della porta pretoria, ma finì semi-distrutta dai colpi di spranghe romani. I ribelli riuscirono a mettere in piedi anche una sorta di tolleno, costituito da una trave molto alta piantata nel terreno, con una seconda trave all'estremità superiore a un capo della quale un apparecchio di legno o vimini sostenente un drappello di truppe veniva fatto calare direttamente nell'accampamento romano.
Dopo lo scontro vinto in maniera fortunosa da Vocula grazie all'intervento dei Vasconi, i romani avevano ripreso l'iniziativa per tentare di interrompere l'assedio della cittadella romana. I batavi, incapaci di prevalere militarmente, avevano proseguito nei tentativi di provocare il cedimento psicologico dei romani, inducendoli a credere che per il resto delle legioni fosse ormai tutto perduto (si portavano in processione le insegne e i vessilli, facendo mostra anche dei prigionieri) e tentando di indurre il forte alla resa.
Vocula prendeva quindi posizione in prossimità dei batavi assedianti e dava ordine di fortificare la posizione, dopodiché procedette con le manovre d'attacco. Benché si fosse vicini alla possibilità di rompere l'assedio, e i lacerti di legioni imprigionate, sebbene prostrate, dessero manforte dall'interno, non si riusciva a rompere la solidità dei ribelli. Neanche una caduta accidentale di Civile da cavallo (dovuta a uno scarto del destriero), che fece serpeggiare il terrore della morte del loro comandante nei batavi, servì a far cedere lo schieramento. Se non altro perché Vocula appariva intenzionato a non puntare tutto su quello scontro risolutore, cercando una strategia dilatoria che, secondo Tacito, gli avrebbe giovato nel procurarsi nuova gloria, continuando a dargli quella posizione privilegiata che sarebbe andata perduta in caso di vittoria, facendolo rientrare nell'oscurità del rango di subordinato.

##### La resa a Civile e il massacro dei romani
Dopo diversi mesi e la morte di Ordeonio e Vocula (il quale aveva preso il posto del primo), il primo ucciso dalle legioni stesse, il secondo da Classico, gli assediati erano ormai prostrati e col morale a terra. Gli altri campi romani, compresa Mogontiacum, erano caduti sotto la fedeltà a Civile e Classico, e non restava che decidere tra "l'osservanza dell'onore e la vergogna del disonore".
Consumate le ultime bestie da soma e perfino le erbacce, non rimaneva che la fame, così le legioni inviarono messi a Civile per aver salva la vita. Si accordarono con questi affinché, dietro il giuramento di prestare fedeltà alle Gallie e la consegna del tesoro del campo e di tutti i bagagli, potessero unirsi ai ribelli. Sennonché mentre erano alla distanza di cinque miglia romane dal luogo convenuto per l'adesione a Civile, vengono attaccati da bande vaganti di Germani che ne ammazzarono o dispersero la maggior parte, mentre la restante fetta se ne ritornò nel campo fortificato.

## Conseguenze
Civile in effetti aveva abilmente giocato sulla rivalità fra Romani: “si finse amico di Vespasiano e suo sostenitore” (Tac., Hist. IV, 13), atteso che ormai la guerra civile divampava nell’impero.
Incuneandosi dunque nella guerra civile romana e facendo conto di esserne parte, per Civile era stato molto più agevole portare avanti la rivolta germanica, e in parte gallica, che invero era piuttosto una guerra antiimperiale, benché dissimulata.
I rivoltosi finsero dunque in più occasioni obbedienza ai Romani, per sorprenderli più facilmente. Fu appunto in questo contesto che il generale romano Vocula cadde ucciso da uno dei suoi stessi soldati (Tac., Hist. IV, 56-59).
Una volta però che venne consolidato il fronte interno dell'impero, dopo la morte di Vitellio, per Roma fu più agevole intervenire unitariamente sul fronte germanico, in quanto la guerra civile andava progressivamente scemando.
In occasione di questi sviluppi, con la dura sconfitta inflitta ai Treviri da parte del generale romano Sestilio Felice (Tac., Hist. IV, 70) e, a seguire, con le operazioni belliche condotte da Quinto Petilio Ceriale, iniziò a sgretolarsi il fronte dei ribelli germanici.
Ciò che rimane del racconto di Tacito descrive un incontro sull'isola dei Batavi, sul delta del Reno, tra Civile e Ceriale per discutere le condizioni di resa. Sappiamo poco di come si svolse l'incontro. È invece certo che, considerata l'amicizia tra Civile e Vespasiano, quest'ultimo trattò il primo con indulgenza, perdonandolo, anche perché aveva ancora bisogno delle truppe ausiliarie di questo popolo.
Ceriale prese alcune di queste unità di Batavi, appena riformate, e le portò con sé in Britannia. Le stesse dimostrarono con il tempo che aveva avuto ragione Vespasiano a non punirle troppo severamente, dimostrandosi in seguito fedeli.
Perfino nel tardo 395, sono ancora riscontrabili unità con il nome dei Batavi, sebbene lo fossero solo di nome più che di fatto, venendo ora arruolati un po' in tutto l'impero (es. Palatini, equites Batavi seniores o auxilium Batavi seniores).